# نیک‌شهر
نیکشهر، مرکز شهرستان نیکشهر در استان سیستان و بلوچستان ایران است.

## زیست‌محیطی
شهرستان نیکشهر به لحاظ اقلیمی، دارای اقلیم گرم بوده، از رودخانه‌های مهم آن می‌توان به رودخانه کاجو، تنگ سرحه، بنت، نیکشهر ـ کشیگ و کوچینک و بلپیر و گنگ اشاره نمود. این شهرستان جزو نواحی کوهستانی استان به‌شمار می‌رود و کوه‌های آهوران مهم‌ترین ارتفاعات این شهرستان را تشکیل می‌دهند.
بیشتریت محصولات کشاورزی این شهرستان خرما، برنج و مرکبات می‌باشد

## مردم‌شناسی
مردم این شهرستان از قوم بلوچ هستند و به زبان بلوچی تکلم می‌کنند و پیرو دین اسلام و مذهب سنی هستند.

## اشعار و نویسندگان
ایوب ایوبی (زاده 4 فروردین 1351 در حمیری) نویسنده ، شاعر ، ادیب ، لغت شناس ، زبان شناس ،استاد و مدرس ،ابداع کننده ی رسم الخط بلوچی و از مهم‌ترین شاعران و نویسندگان  معاصر ایران در زبان بلوچی است ،که کتب و اشعارش به زبان‌های فارسی و بلوچی نوشته شده‌اند.

## هنرمندان
رستم میرلاشاری خواننده اهل روستای لاشار از توابع نیکشهر است که هم اکنون مقیم سوئد می باشد و موسیقی محلی بلوچ را در صحنه های بین المللی اجرا می کند

## پیشینه تاریخی
نام قدیم شهرستان نیکشهر «گِه» به معنی گِهتر و بهتر بوده‌است که در سال ۱۳۲۰ هجری شمسی در زمان رضا شاه به نیک‌شهر تغییر نام یافت و در خردادماه سال ۱۳۶۹ از شهرستان چابهار منفک و به شهرستان تبدیل شد. شهرستان نیک‌شهر با داشتن سابقه تاریخی درخشان در برگیرنده آثار تاریخی و باستانی ارزشمندی است که از دیدگاه باستان‌شناسی از اهمیت ویژه‌ای برخوردار است. سفالینه‌های بدست آمده در بررسی‌های باستان‌شناسی در گمانه زنی‌ها قدمت این شهرستان را بالای پنج هزار سال تخمین می‌زند شهرستان نیک‌شهر با بیش از ۳۰۰ اثر تاریخی و آثار دورهٔ اسلامی یکی از کانون‌های آثار باستانی در سطح استان است.

## اقوام و آداب رسوم
1. در دهه اول محرم الحرام و خصوصاً در روزهای نهم و دهم محرم روزه می‌گیرند.[نیازمند منبع]
2. مردم این شهر پیش از عروسی مراسمی به نام  نشانگ (شیرینی خوران) دارند. مراسم های عروسی آنها گاهی تا هفت روز به طول می انجامد‌. براساس رسمی به نام بجاریگ افرادی که به مراسم ازدواج می روند مبالغی جهت کمک تقدیم عروس و داماد  می کنند.

## خوراک
از انواع معروفترین خوراک‌های محلی شهرستان نیک‌شهر می‌توان به موارد ذیل اشاره نمود:
- تباهگ: یک نوع گوشت خشک شده می‌باشد.
- تنورچه: گوشتی که در تنورهای محلی پخت می‌شود.
- چانگال: از مخلوط خرما، نان و روغن درست می‌شود.
- نان تیموش: یک نوع نان خیلی نازک است.
- هارگ: یک نوع خرمایی پخته شده‌است.

## بهداشت و درمان
این شهر دارای دو بیمارستان است.
بیمارستان ۲۲ بهمن که در سال ۱۳۶۹ افتتاح شد و بیمارستان محمد رسول‌الله که در سال ۹۴ افتتاح شده است.

## جمعیت
بر اساس سرشماری سال ۱۳۸۵ جمعیت آن (۳٬۳۹۹ خانوار) ۱۵٬۸۸۹ نفر
بوده‌است.

## رتبه جمعیت
نیک شهر از نظر جمعیتی در حد متوسط قرار دارد و در استان سیستان و بلوچستان هفتمین شهر پرجمعیت این استان می‌باشد. همچنین نیک شهر ۳۶۵ اُمین شهر پرجمعیت در بین تمامی شهرهای ایران است و از شهرهایی مانند بیله سوار، فریدون‌شهر، بشرویه، مهران، منوجان و بندر جاسک بزرگتر و پرجمعیت تر است.

## دیدنی‌ها
از جاذبه‌های گردشگری این شهر می‌توان به درخت مکرزن (انجیر معابد انبه) رودخانه تنگ سرحه، سد خیرآباد، قلعه وقبرستان چهل دختران <روستای تخت ملک، روستای بلپیر و رودخانه کوچینک اشاره کرد.
چند قلعه تاریخی نیز در اطراف شهر دیده می‌شوند.

## راه‌های ارتباطی
نیک شهر از طریق راه‌های اصلی آسفالته به شهرهای مهمی مانند چابهار، کنارک و ایرانشهر متصل است. همچنین راه‌آهن مهم چابهار - کرمان که در آینده به بهره‌برداری می‌رسد از این شهر عبور می‌کند. نیک شهر بعد از کنارک، نزدیکترین شهر به بندرچابهار است.

## محصولات کشاورزی
کشت برنج در سطح ۳ هزار هکتار و برداشت دو بار در سال و نخیلات در ۶ هزار هکتار و ۹۰۰ هکتار یونجه با برداشت ۱۸ چین در سال و انبه محصولات کشاورزی این شهرستان هستند؛ و به علت اینکه بین دو رودخانه گنگ و کشیک وپائین دست سد خیرآباد رودخانه کشیک قرار دارد دارای آب کافی برای کشاورزی می‌باشد.